# 파운데이션 (소설)
《파운테이션》(영어: Foundation)은 아이작 아시모프의 《파운데이션 삼부작》(나중에 《파운데이션 시리즈》로 확장)의 첫 번째 작품으로, 은하제국의 멸망을 대비하여 인류의 과학 문명을 보존하기 위해 설립한 '파운데이션'의 성립과 초기 발전 과정을 담고 있다. 
5편의 단편소설을 묶은 구성으로, 각 장을 이루는 단편 중 4편은 《어스타운딩 사이언스 픽션》에 1942년부터 1944년에 걸쳐 연재되었고, 첫 장 "심리역사학자"(The Psychohistorians)는 1951년 단행본으로 출간될 때 추가되었다.

## 등장인물

### 심리역사학자
해리 셀던(Hari Seldon)
심리역사학을 발전시킨 수학자. 트랜터 대학 교수. 은하제국의 몰락의 예측하고, 파운데이션을 설립한다.
가알 도닉(Gaal Dornick)
시낵스 출신의 젊은 수학자. 셀던의 초청으로 트랜터로 와서 파운데이션 프로젝트에 참가한다. '해리 셀던 전기'의 저자. 
링게 첸 (Linge Chen)
공안 위원장. 어린 황제를 대신하여 실질적으로 제국을 지배하고 있다. 셀던과 파운데이션 프로젝트 참가자들을 은하계 변방 행성인 터미너스로 추방한다.

### 백과사전 편찬위원회
루이스 피렌 (Lewis Pirenne)
은하대백과사전 편찬위원회 의장. 황제의 대리인 자격으로 터미너스 내 행정 전권을 갖고 있지만, 학술 연구만 중시할 뿐, 주변 세력의 위협에 제대로 대응하지 못한다.
샐버 하딘 (Salvor Hardin)
터미너스의 초대 시장. 무혈 쿠데타를 통해 터미너스의 전권을 장악하고, 정치적으로 무능한 편찬위원회를 대신하는 안정적인 정치 체계를 확립한다. 파운데이션의 진짜 설립 의도를 미리 간파하고, 탁월한 외교력으로 첫번째 '셀던 위기'를 극복한다.
알셀름 오트 로드릭 (Anselm haut Rodric)
신흥 강국 아나크레온의 귀족. 아나크레온 왕의 특사로 터미너스를 방문한다. 터미너스 행성에 군사기지를 설치하고, 식민지화하려 한다.
도윈 경 (Lord Dorwin)
제국의 총리 대신. 편찬위원회의 요청으로 아나크레온 문제를 해결하기 위해 터미너스로 오지만, 기대와 달리 아나크레온의 독립을 승인하는 조약을 맺고 만다. 고고학에 조예가 깊으며, 인류의 발상지에 대해 호기심을 갖고 있다.

### 시장
샐버 하딘
첫번째 '셀던 위기' 이후, 30년동안 터미너스의 시장으로 재임하며, 주변 네 왕국과의 평화적 균형을 유지해왔다. 파운데이션의 과학 기술을 유사 종교 형태로 주변 세력들에 전파했다. 아나크레온이 침략해오자, 직접 왕국의 수도로 가서 과학 종교의 힘으로 두번째 '셀던 위기'를 해결한다.
세프 세르맥 (Sef Sermak)
터미너스 의회의 젊은 의원. 유화적 외교정책에 반대하여 '행동당'을 만들고, 하딘 시장을 탄핵하려 한다.
폴리 베리소프 (Poly Verisof)
파운데이션이 파견한 아나크레온 주재 대사이자, 아나크레온의 종교 의식을 총괄하는 대사제.
레폴드 1세 (King Lepold I)
아나크레온의 어린 왕. 곧 16세가 되어 대관식을 앞두고 있다.
위니스 (Prince Regent Wienis)
레폴드 1세의 숙부이자 섭정. 파운데이션의 종교적 지배력에 불만을 품고 침략 계획을 세운다.
레프킨 왕자 (Prince Lefkin)
위니스의 장남. 파운데이션을 공격하기 위해, 옛 제국군의 순양전함을 이끌고 터미너스로 향한다.

### 무역상인
림마 포네츠 (Linmar Ponyets)
무역상인. 동료 무역상인을 구하기 위해 아스콘에 간다. 뛰어난 상술로 아스콘 귀족들을 포섭, 동료를 구해내고 자신도 큰 상업적 이득을 챙긴다.
에스켈 고로브 (Eskel Gorov)
무역상인으로 위장한 파운데이션의 스파이. 원자력 기계를 팔아서 과학 종교를 퍼뜨리려는 목적으로 아스콘을 방문했다가, 체포되어 사형선고를 받는다.

### 대상
호버 말로 (Hober Mallow)
스미르노 출신의 무역상인. 실종된 무역선을 찾기 위해 코렐 공화국으로 파견된다. 무역 거래를 통해 코렐 공화국을 경제적으로 종속시키고, 자신도 엄청난 부를 축적하여 파운데이션 최초의 대상이 된다. 이후, 자신을 제거하려는 음모를 극복하고, 터미너스의 시장이 된다.
조레인 서트 (Jorane Sutt)
터미너스 시장 비서관. 타 행성 출신이 많고 비종교적인 성향을 가진 무역상인들이 정치 세력화하는 것을 저지하려 한다.
아스퍼 아르고 (Asper Argo)
코렐 공화국의 독재자. 무역을 통한 종교 전파에 강한 거부감을 갖고 있지만, 독점 무역으로 큰 이익을 볼 수 있다는 말로의 설득을 따른다.
오넘 바 (Onum Barr)
과거 은하제국의 귀족이자 사이웨나의 상원의원이었지만, 지금은 몰락하여 사이웨나 변두리에 숨어 살고 있다. 말로에게 제국의 현재 상황을 알려준다.